# Броули (град, Калифорния)
Броули (на английски: Brawley) е град в окръг Импириъл, щата Калифорния, САЩ. Броули е с население от 26 390 жители (по приблизителна оценка от 2017 г.) и обща площ от 15,1 km². Намира се на -34 m надморска височина. ЗИП кодовете му са 92227, а телефонният му код е 760.